# Bodláková (Praha)
Bodláková je ulice v lokalitě Hutě (Na Hutích) v katastrálním území Hloubětín (jižní strana západního úseku) a Kyje (celá severní strana a jižní strana východního úseku) na Praze 14. Spojuje ulici Za Černým mostem a Pýrovou. Od západu do ní postupně ústí ulice Ovsíková a Rolní a dále ji protíná ulice Branská. Má přibližný západovýchodní průběh.

## Historie a názvy
Ulice vznikla a byla pojmenována v roce 1994. Nazvána je podle bodláku, ostnaté rostliny z čeledi hvězdnicovitých s červenofialovými květy, která byla pro tuto krajinu před výstavbou typická. V roce 2008 byla ulice prodloužena východním směrem (úsek Branská–Pýrová).

## Zástavba
Na severní straně západního úseku ulice je zahrádkářská osada, na jižní straně je pole. Na severní straně východního úseku je pole, na jižní straně jsou rodinné domy a chaty se zahradami. Ulice má charakter polní cesty (stav 2018).